# Вітряк Монтефіоре
31°46′17″ пн. ш. 35°13′27″ сх. д. / 31.771475° пн. ш. 35.224175° сх. д.
Вітряк Монтефіоре — вітряк в Єрусалимі. Спроєктований для розмелювання зерна на борошно за допомогою вітряної енергії, побудований в 1857 році на схилі навпроти західних міських стін Єрусалиму. Через три роки там звели новий єврейський квартал Мішкенот Ша'ананім, теж зусиллями британського єврейського банкіра і філантропа Мозеса Монтефіоре. У той час Єрусалим був частиною Палестини під владою Османської імперії. Нині вітряк перетворений на невеликий музей, присвячений досягненням Монтефіоре. 2012 року відреставрували млинове шатро та вітрила до оригінального вигляду. Млин може обертатися на вітрі.

## Історія

### Османська епоха
Будівництво вітряка і район Мішкенот Ша'ананім фінансувалося британським єврейським банкіром і філантропом Мозесом Монтефіоре, який присвятив своє життя розвитку промисловості, освіти та охорони здоров'я у землі Ізраїльській. Монтефіоре побудував вітряк за кошти американського єврея Джуди (Єгуди) Туро, який призначив Монтефіоре виконавцем свого заповіту. Монтефіоре згадує вітряк у своїх щоденниках (1875), зазначаючи, що він побудував його 18 років тому в маєтку Керем-Моше-ве-Єгудіт (букв. «сад Мойсея та Юдіф») і що з тих пір ще два вітряки спорудили неподалік, що належали грекам. Проєкт, що носить ознаки ремісничого відродження ХІХ століття, мав на меті сприяти продуктивному підприємництву в ішуві.

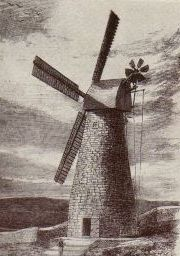
Вітряк (1858)

Вітряк спроєктували брати Холмани, інженери з Кентербері, графство Кент. Камінь для вежі добували на місці. Стіни вежі були 0,91 м товщиною біля основи і майже 15,24 м висотою. Деталі відправляли у місто Яффа, де не було придатних засобів для вивантаження важкої техніки. Транспортування техніки до Єрусалиму доводилося здійснювати на верблюдах. У первісному вигляді млинове шатро було в кентському стилі з чотирма патентованими вітрилами. Вітряк повернули до вітру колесом орієнтації («віндрозою»). Млин обладнали двома парами жорен, пристроями для відбору борошна, очисниками пшениці та іншою технікою.

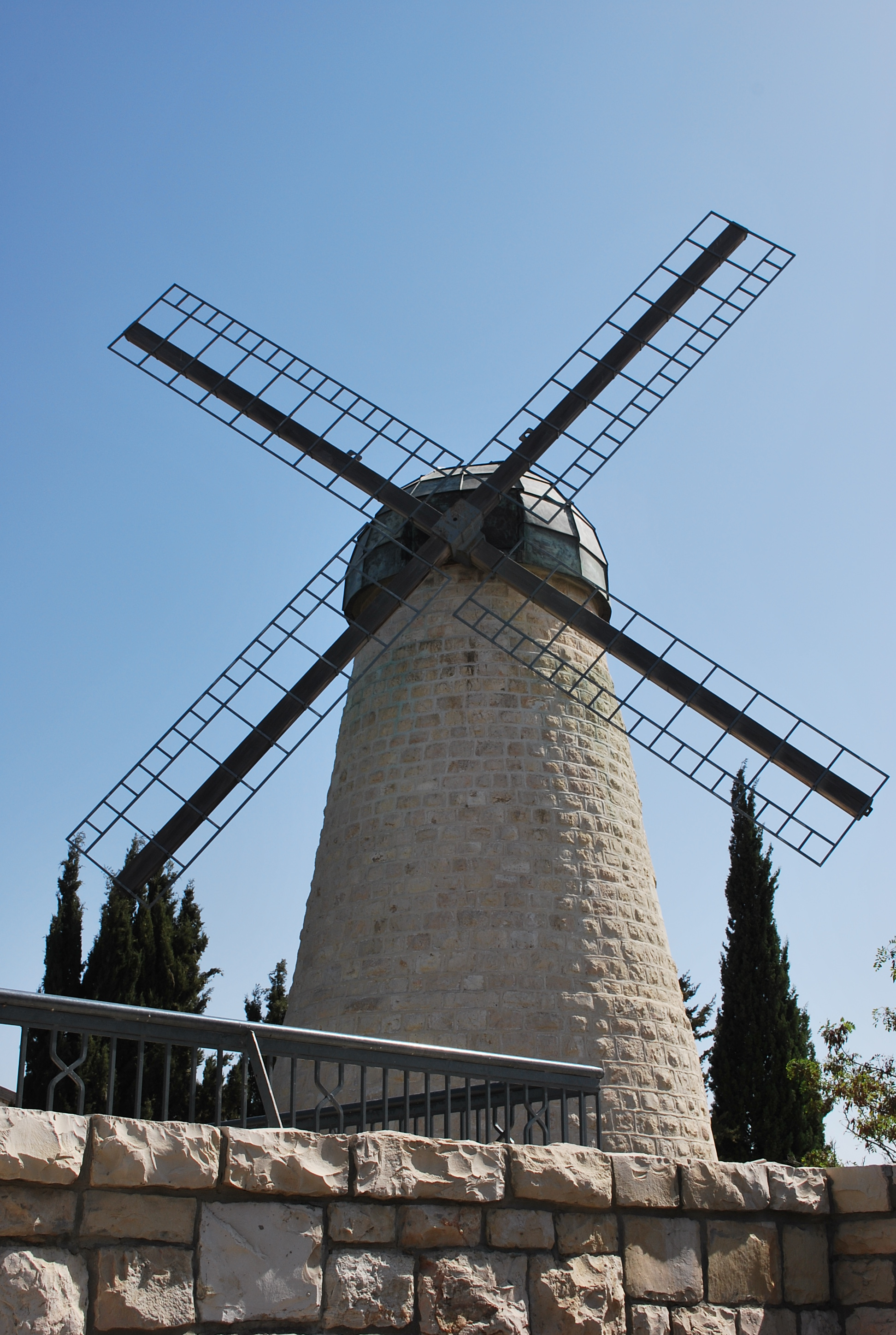
Вид на млин із декоративними, нефункціональними вітрилами та бронзовим шатром до реставрації 2012 року

Будівництво млина було частиною ширшої програми, спрямованої на те, щоб євреї Палестини стали самодостатніми. Монтефіоре також збудував друкарню і текстильну фабрику, й допоміг профінансувати декілька сільськогосподарських колоній. Він намагався придбати землю для обробітку євреями, але йому завадили османські обмеження на продаж землі немусульманам.
Вітряк не став успішним проєктом через відсутність вітру. Вітрові умови в Єрусалимі не могли гарантувати його продовження роботи. Було, мабуть, не більше 20 днів на рік з досить сильними вітерцями. Іншою причиною відмови млина була технологічна. Машина була розроблена для м'якої європейської пшениці, яка потребувала менше енергії вітру, ніж місцева пшениця. Тим не менш, вітряк працював майже два десятиліття, поки в 1878 році в Єрусалимі не було завершено створення першого парового млина. Наприкінці XIX століття млин став занедбаним.

### Британський мандат
Лише в 1930-х роках млин косметично відновила влада Підмандатної Палестини разом із Проєрусалимським товариством. Під час цієї реставрації на верхній частині конструкції були розміщені декоративні, нефункціональні нерухомі вітрила.

#### Війна за Незалежність (1947—1948)

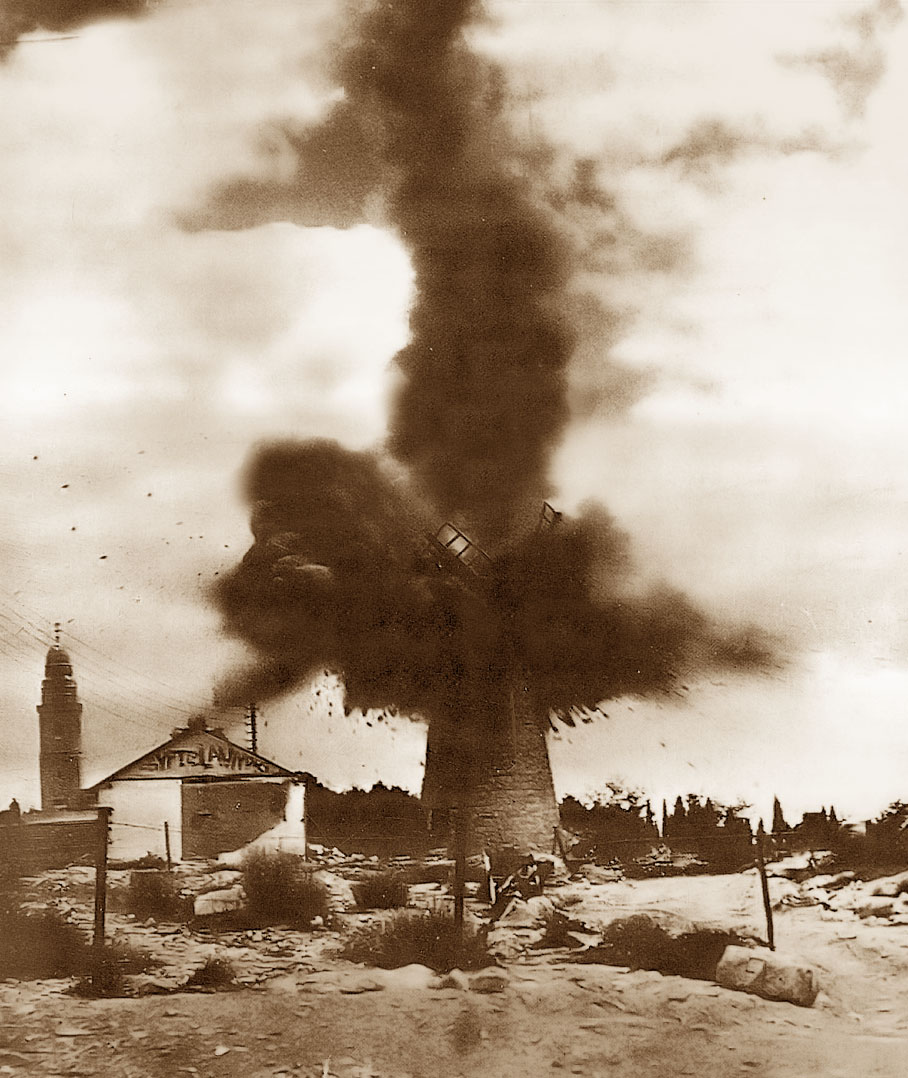
Підрив вітряка британцями в 1948 році

Під час блокади Єрусалиму 1948 року бойовики єврейської Гаґани побудували на вершині вежі спостережний пункт. Намагаючись перешкодити їхній діяльності, британська влада наказала підірвати вітряний млин в рамках операції, яку населення глузливо охрестило «Операція „Дон Кіхот“». Проте підрозділ, завданням якого було знищити вітряний млин, був з Рамсгейта, де здавна проживали Монтефіоре. Коли солдати помітили назву свого рідного міста поруч із містом Монтефіоре на табличці на будівлі, вони «переінтерпретували» свої накази і підірвали лише спостережний пункт на вершині вежі, а не всю споруду.

### Держава Ізраїль
З роками стан будівлі знову погіршився, і після возз'єднання Єрусалиму в Шестиденній війні провели ще одну косметичну реставрацію, в рамках якої до конструкції додали декоративне бронзове шатро.

#### Реставрація

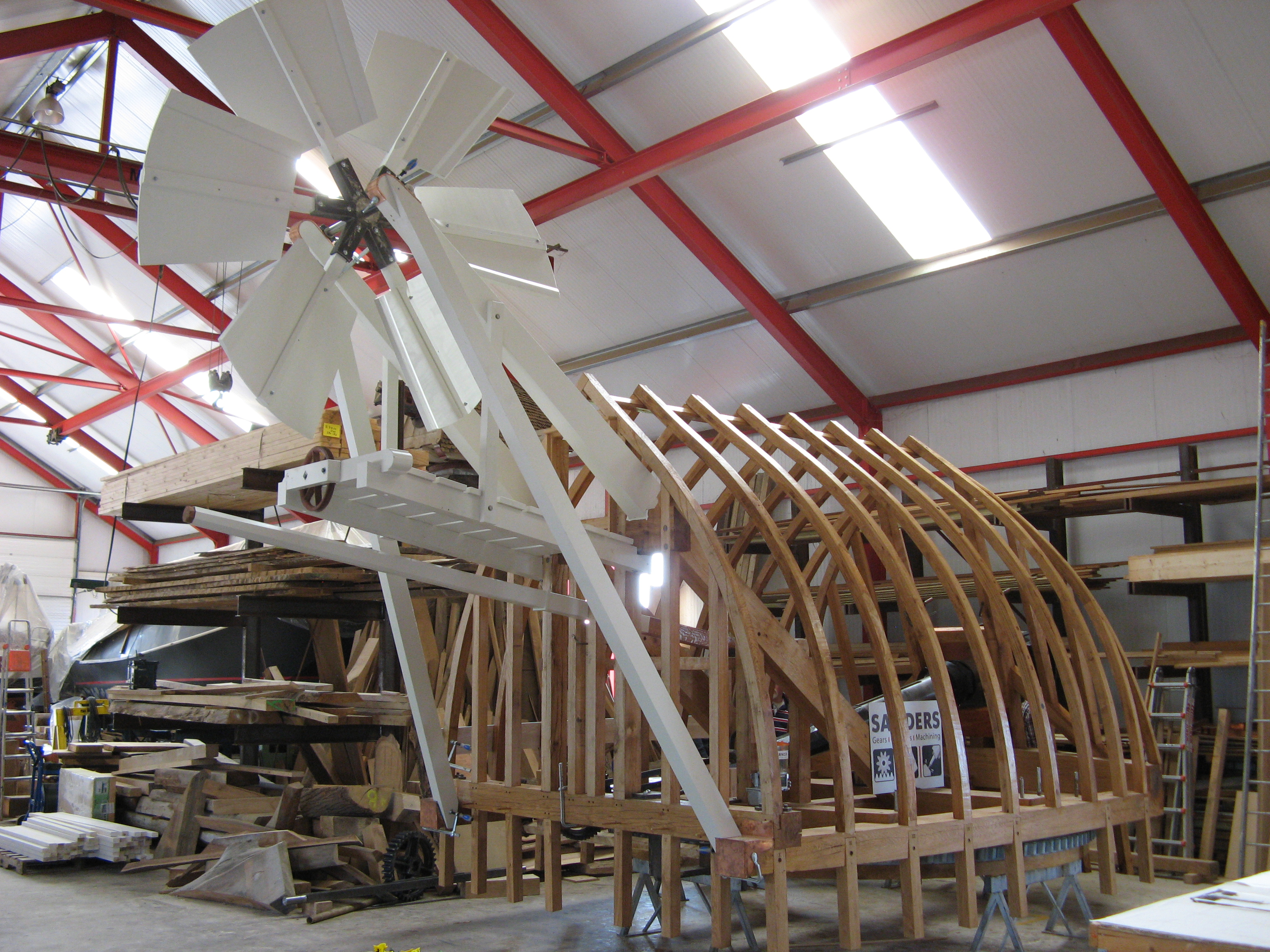
Конструкція шатра у Слотені

У 2012 році млин повністю відновили до робочого стану, використовуючи оригінальні плани 1850-х років (які зберігалися у Британській бібліотеці). Реставрація була частиною святкування 60-річчя незалежності Ізраїлю.
Голландська організація «Християни для Ізраїлю» (нід. Stichting Christenen voor Israël) просунула цю ідею. Модель вітряного млина Стеллінг Мінніс, побудованого Томом Холманом, доставили до Нідерландів, щоб зібрати кошти на реставрацію. Жодна з оригінальних машин не збереглася. Інженер Віллем Дейкстра (нід. Willem Dijkstra) відновив підлогу, вітрила, шатро і начиння у своїй майстерні в Слотені у співпраці з голландською будівельною компанією «Лонт» (нід. Lont) та британським інженером Вінсентом Паргетером (англ. Vincent Pargeter). Криловий вал відлили і обробили на заводі Sanders IJzergieterij en Machinefabriek BV (ливарний цех і машинний завод Сандерса) в місті Гор, Нідерланди. Потім частини відправили до Ізраїлю і знову зібрали на місці. Дейкстра, його родина та співробітник тимчасово переїхали до Ізраїлю, щоб допомогти з реставрацією. Шатро і вітрила встановили 25 липня 2012 року, а 6 серпня млин знову почав повертатися. Перший мішок борошна подрібнили у травні 2013 року.

## Анекдоти
Два анекдоти про вітряний млин з'явилися в книзі 1933 року, де він іменувався як «Млин Яффських воріт». По-перше, місцеві млинарі дуже активно протидіяли його побудові, вони хотіли зурочити його й навіть послали людину проклясти його. Передбачали, що в сезон дощів млин буде змито; після того, як він залишився неушкодженим, його оголосили витвором сатани. По-друге, араби сподобали смак олії для змащування на підшипниках і почали злизувати її, що викликало побоювання, що млин згорить від тертя. Проблему вирішили, поклавши свинячу ніжку в бочку з олією, після чого араби втратили смак до олії.

## Карета Монтефіоре
У заскленій кімнаті у вітряному млині є копія знаменитої карети, яку використовував у своїх подорожах сер Мозес Монтефіоре. Оригінальну карету привіз до Палестини Борис Шац, засновник Академії мистецтв і дизайну «Бецалель», але вона згоріла під час підпалу в 1986 році.

## Виноски
1. ↑  Montefiore Heritage Site. Архів оригіналу за 2 січня 2012. Процитовано 30 липня 2009.
2. ↑  Jerusalem Simon Goldhill. Архів оригіналу за 7 квітня 2022. Процитовано 7 квітня 2022.
3. ↑  Diaries of Sir Moses and Lady Montefiore: comprising their life and work as recorded in their diaries from 1812-1883, Volume 2. Adamant Media Corporation. 2001. с. 277. ISBN 9781402193149. Архів оригіналу за 7 квітня 2022. Процитовано 7 квітня 2022.
4. 1 2  Coles Finch, William (1933). Watermills and Windmills. London: C. W. Daniel and Company. с. 50—52, illustration facing p224.
5. ↑  The Windless Windmill. ohr.edu. Архів оригіналу за 21 грудня 2018. Процитовано 12 листопада 2008.
6. ↑  Palestine in the Late Ottoman Period, David Kushner. Архів оригіналу за 7 квітня 2022. Процитовано 7 квітня 2022.
7. 1 2 3 4 5 6 7  Historic Jerusalem Windmill (PDF). Mishkenot Shaananim website (івр.). Архів оригіналу (PDF) за 17 грудня 2015. Процитовано 22 травня 2016.
8. ↑  Eisenberg, Ronald L. (2006). The Streets of Jerusalem - Who, What, Why. Devora Publishing Company. с. 178. ISBN 1-932687-54-8. Архів оригіналу за 7 квітня 2022. Процитовано 7 квітня 2022.
9. ↑  Dudman, Helga (1982). Street People. Jerusalem: Jerusalem Post/Carta. с. 21–22.
10. 1 2  Holman, Geoff (2010). Kent mill moved to Holland. Cant Post. Kent Mills Society (1): 9.
11. 1 2  Bertus Dijkstra, Bouw en Molenbouw (нід.). Архів оригіналу за 27 листопада 2020. Процитовано 8 червня 2012.
12. ↑  Walinga, Cees (5 січня 2012). Willem Dijkstra herstelt Montefiore-molen in Jeruzalem. Balkster Courant (нід.). с. 7. Архів оригіналу за 23 вересня 2015. Процитовано 25 березня 2012.
13. ↑  Historic Jerusalem mill gets new wind in sails. Архів оригіналу за 14 квітня 2013. Процитовано 3 серпня 2012.
14. ↑  Mûne yn Jeruzalem opknapt (фриз.). Архів оригіналу за 4 серпня 2012. Процитовано 3 серпня 2012.
15. ↑  Jerusalem Mill turns after 140 years. The Mills Archive Trust. 7 серпня 2012. Архів оригіналу за 12 серпня 2012. Процитовано 16 серпня 2012.
16. ↑  De Montefioremolen draait weer. Alfred Muller via YouTube. 6 серпня 2012. Архів оригіналу за 7 квітня 2022. Процитовано 18 серпня 2012.
17. ↑  Ron Peled, In the shadow of the walls, Ynetnews 15 May 2006, retrieved 15 Dec. 2016. Архів оригіналу за 4 березня 2022. Процитовано 7 квітня 2022.